# Johann Mader (Philosoph)
Johann Karl Mader (* 15. September 1926 in Wiedergrün, nach anderer Quelle in Wien; † 24. September 2009 in Wien) war ein österreichischer Philosoph und Professor an der Universität Wien.

## Leben
Mader wurde in Wiedergrün in Mährisch-Schlesien, nach anderer Quelle in Wien geboren und besuchte das Realgymnasium in Brünn. Nach dem Wehrdienst bei der Infanterie von 1943 bis 1945 legte er das Abitur 1946 in Bottrop ab. Anschließend studierte er von 1947 bis 1953 Philosophie, Psychologie, Germanistik, Geschichte und Kunstgeschichte an den Universitäten in Freiburg im Breisgau und Wien. 1953 promovierte er in Wien zum Dr. phil. und 1965 habilitierte er sich für Philosophie. Danach lehrte er zunächst als Dozent an der Universität Wien. 1968 wurde er dort zum außerordentlichen Professor für Philosophie und 1971 zum ordentlichen Professor ernannt. Über mehrere Jahre fungierte er als Dekan der Grund- und Integrativwissenschaftlichen Fakultät der Universität Wien. Zusätzlich zu seiner Lehrtätigkeit an der Universität Wien lehrte er auch an der Wirtschaftsuniversität Wien. Er publizierte mehrere theologische und philosophische Schriften.

## Anerkennungen
- Für seine wissenschaftlichen Verdienste wurde ihm am 25. September 1986 die Wiener Ehrenmedaille in Gold verliehen.[1]

## Schriften
- Die Logische Struktur des Personalen Denkens. Aus der Methode der Gotteserkenntnis bei Aurelius Augustinus. Verlag Herder, Wien 1965.
- Zwischen Hegel und Marx: zur Verwirklichung der Philosophie. München: Oldenbourg R. Verlag GmbH, 1975.
- Aurelius Augustinus: Philosophie und Christentum. Wien, 1991.
- Einführung in die Philosophie. 2 Bände. Wien: WUV-Universitätsverlag, 1992.
- Philosophie in der Revolte. Das Ende des Idealismus im 19. Jahrhundert. Wien: WUV-Universitätsverlag, 1993.
- Zur Aktualität Nietzsches (Wiener Vorlesungen im Rathaus). Wien: Picus Verlag, 1995.
- Einführung in die Philosophie 1. Von Parmenides zu Hegel. Wien: WUV-Universitätsverlag, 1996.
- Einführung in die Philosophie 2. Von der Romantik zur Post-Moderne. Wien: WUV-Universitätsverlag, 1998.
- Einführung in die Philosophie. Von Parmenides zur Postmoderne. Wien: Facultas VUW-Verlag, 2008.

## Herausgeber
- mit Leo Gabriel (Hrsg.): Philosophie in Österreich. Als Heft 2/3 von Wissenschaft und Weltbild, 21. Jg., Wien 1968, 216 S.